# Automedon

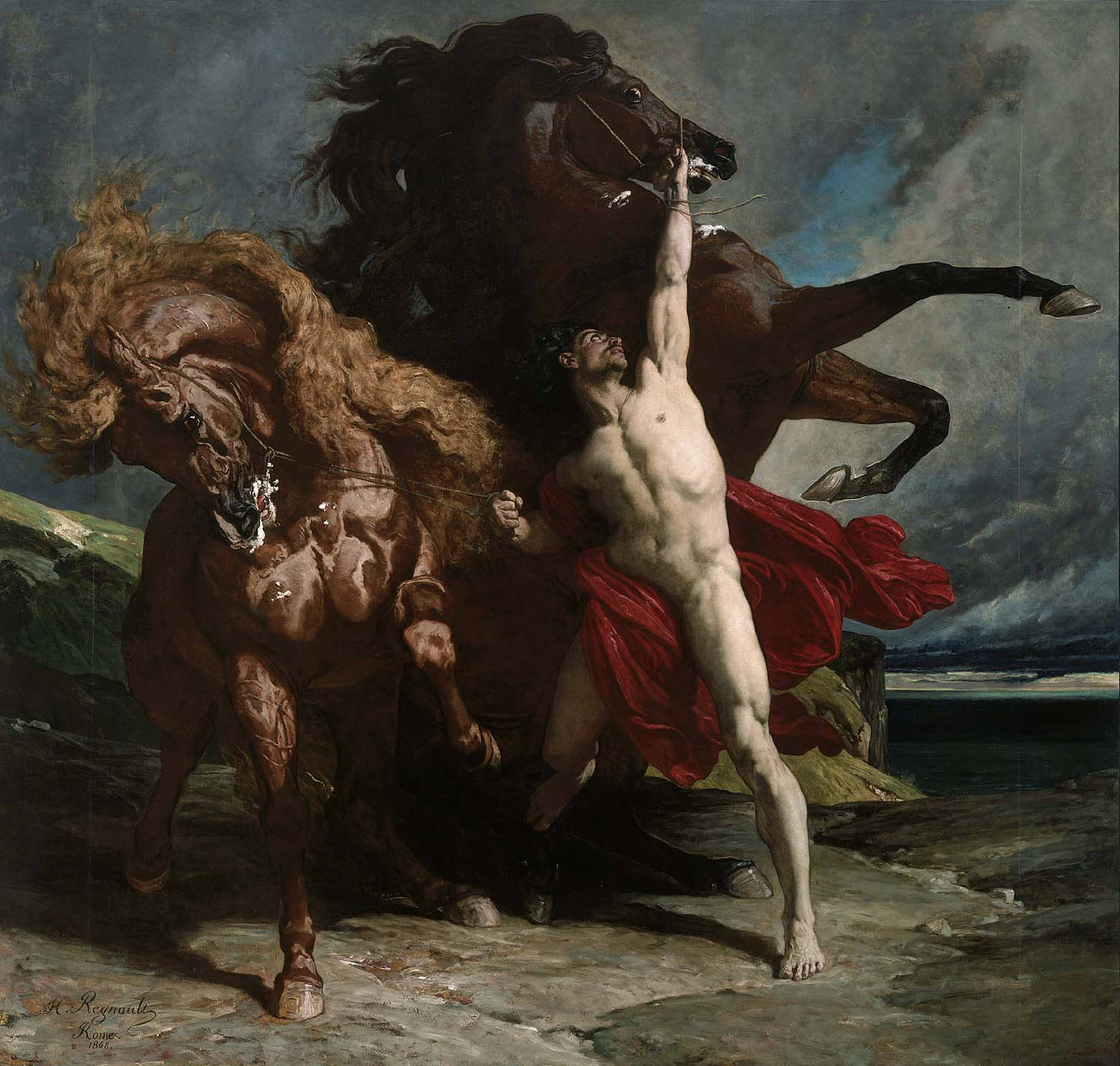
Henri Regnault, Automedon met de paarden van Achilles.

Automedon was in de Griekse mythologie de zoon van Diores, en de wagenrijder van Achilles. In de Ilias rijdt Automedon Achilles naar de strijd nadat Patroclus, de boezemvriend van Achilles, diens wapenrusting heeft genomen en zich heeft voorgedaan als Achilles zelf om zo de Griekse soldaten moed te geven. Na de dood van Patroclus rijdt hij naar de rand van de veldslag, omdat hij moeilijkheden heeft om de paarden, Xanthus en Balios, tot rust te krijgen. Uiteindelijk lukt dit hem met de hulp van Zeus, en mengt hij zich weer in de strijd. Hij weerstaat aanvallen op hem van Hector, Aeneas, Chromios en Aretos. 